# Малое Полесье (национальный парк)
«Малое Полесье» (укр. «Мале Полісся») — национальный природный парк, расположенный на территории Шепетовского района Хмельницкой области (Украина).
Создан 2 августа 2013 года. Площадь — 9 515,1 га.

## История
Парк «Малое Полесье» был создан 2 августа 2013 года согласно указу Президента Украины Виктора Януковича №420/2013 с целью сохранения, возобновления и рационального использования природных и историко-культурных комплексов Малого Полесья, имеющих важное значение.

## Описание
Парк «Малое Полесье» представлен лесным массивом и водно-болотными угодьями в долине реки Горынь, расположенным между Изяславом и Славутой на севере Хмельницкой области. В состав национального парка вошли 26 объектов и территорий природно-заповедного фонда области (в т.ч. комплексный памятник природы общегосударственного значения Озеро Святое).
2 491,7 га земель государственного предприятия «Изяславское лесное хозяйство» и 3 507 га — «Славутское лесное хозяйство» были в установленном порядке переданы парку в постоянное пользование без изъятия; а также 2 764 га земель государственного предприятия «Изяславское лесное хозяйство» были переданы парку в постоянное пользование и, согласно проекту, 752,4 га земель коммунального предприятия «Борисов» включены в состав парка.

## Природа
Леса представлены такими породами деревьевː дуб, бук, сосна.
15 видов растений и 11 видов животных занесены в Красную книгу Украины.